# Epirinus granulatus
Epirinus granulatus là một loài bọ cánh cứng trong họ Bọ hung (Scarabaeidae).